# ポートモア
ポートモア（Portmore）はジャマイカ、セント・キャサリン教区南部の沿岸の町。首都キングストンの南西に位置する。経緯度は北緯17度58分0秒 西経76度52分0秒 / 北緯17.96667度 西経76.86667度。人口は約17万5千人。

## 歴史
この町の発展は1960年代後半にキングストンの人口超過を軽減する為、WIHCON（West Indies Home Contractors）社によって住宅地として数千もの簡易住宅が作られたことに始まる。それ以来キングストン郊外の住宅地として発展しており、住民の多くはコーズウェイ橋（Causeway Bridge）を経由してキングストンに通勤、通学している。近年、市としての認可を受け、議会と市長が誕生し、他のジャマイカの市行政と同様にイギリス式のウェストミンスター・システムが採用されている。また、毎年ジャマイカを訪れる数百万もの観光客にはほとんど知られていないが、ポートモアには多くのエンターテイメントやレストラン、リラックスできる場所がある。

## スポーツ
ジャマイカン・ナショナルプレミアリーグに所属するサッカークラブ、ポートモア・ユナイテッドFCが本拠地を置いている。

## 姉妹都市
- アメリカ合衆国、レイクランド

## 出身者
- ダレン・マトックス - サッカー選手
- オニール・フィッシャー - サッカー選手
- ロマリオ・ウィリアムズ - サッカー選手